# Terpna varicoloraria
Terpna varicoloraria är en fjärilsart som beskrevs av Moore 1867. Terpna varicoloraria ingår i släktet Terpna och familjen mätare. Inga underarter finns listade i Catalogue of Life.